# 大友啓史
大友 啓史（おおとも けいし、1966年5月6日 - ）は、日本の演出家、映画監督、元NHK職員。

## 来歴
岩手県盛岡市出身。盛岡市立上田中学校、岩手県立盛岡第一高等学校を経て、慶應義塾大学法学部法律学科を卒業。1990年にNHK入局、秋田放送局にディレクターとして配属される。全国放送ドキュメンタリーを担当するほか、若者向けローカル番組、『NHKのど自慢』や『高校野球中継』など、さまざまな番組を担当。1994年からドラマ番組部に在籍。1997年から2年間、インターンとしてハリウッドの撮影現場や南カリフォルニア大学（University of Southern California）などで、ディレクティングや脚本創作などを学んだ。
1999年帰国、制作局第2制作センタードラマ番組部所属。以降『ちゅらさん』シリーズなどの連続ドラマを中心に、数々のドラマ番組を演出する。
2007年、当時の金融ショックと世情を反映した土曜ドラマ『ハゲタカ』では、国際番組コンクールのひとつであるイタリア賞を筆頭に国内外で多数の賞を受賞。同ドラマの続編として2009年に公開された映画版『ハゲタカ』で映画監督デビュー。第二次大戦後の占領下で日本の復興のために活躍した人物を描いたスペシャルドラマ『白洲次郎』にて、Asian Television Award奨励賞等受賞。その後、NHK史上最年少でチーフ演出を務めた大河ドラマ『龍馬伝』では、長回しの多用や俳優を泥だらけ・汗まみれにさせるなど、徹底的にリアリティを追求した斬新な演出で大河ドラマのイメージを一新、大きな反響を呼んだ。
2011年4月30日付けでNHKを退職。同年5月株式会社大友啓史事務所設立。
2011年8月にワーナー ブラザース ジャパンと3本の監督契約を締結（ワーナー・ブラザースが映画製作上契約する日本人監督として初）。その第1弾として2012年8月25日公開『るろうに剣心』がフリー転身後初の監督作として公開される。時代劇のイメージを凌駕する高速アクションと濃密なドラマ、漫画作品のキャラクターをリアリティある描写に落としこんだ同作品は、30.1億円の国内興収をあげる。興行と批評の両面から成功を収め、世界64か国2地域および各国映画祭で上映。主演の佐藤健とともに、招待作品として上映された第17回釜山国際映画祭に舞台挨拶のため登壇した。
フリー転身後2作目として、近未来のDNA解析捜査をテーマにした映画『プラチナデータ』を手がけ、前売り券の初日売り上げが当時の東宝史上最高額（103,655枚）を記録、興行収入は27億円に達する。2014年8月1日にシリーズ第2作目となる『るろうに剣心 京都大火編』、9月13日に第3作目の『るろうに剣心 伝説の最期編』を連続公開し、それぞれ興行収入52.5億円、43.9億円の大ヒットを記録（2014年度の実写邦画No.1ヒット）。第18回ファンタジア国際映画祭の観客賞や第38回日本アカデミー賞の話題賞（作品部門）など国内外の数多くの映画祭で受賞した。また、同年8月にフィリピンのマニラ中心地にあるショッピングセンター「SM MEGA MALL」でアジア・プレミアも開催され、二日間で約1万1000人の地元ファンが詰めかけると共に、アジア・ヨーロッパなど世界64ヶ国で上映された。
2016年8月6日に、死者の記憶をテーマにした『秘密 THE TOP SECRET』（第15回文化庁メディア芸術祭マンガ部門優秀賞作品）を実写映画化して公開。同年2016年11月12日には、WOWOW開局25周年記念作品となる映画『ミュージアム』を公開。初のホラーサスペンスである同作は、第29回東京国際映画祭の特別招待作品、スペインのシッチェス・カタロニア国際映画祭のオフィシャル・コンペティション部門への出品、釜山国際映画祭の“Midnight Passion部門”にて上映された。
2017年、雑誌ダ・ヴィンチの「BOOK OF THE YEAR」で3年連続第1位、第24回文化庁メディア芸術祭マンガ部門大賞も受賞した『3月のライオン』を二部作として映画化（前編：3月18日、後編：4月22日）。将棋に人生を翻弄される若き天才少年の葛藤を繊細に描き、第20回上海国際映画祭にて2夜連続でプレミア上映された。
2018年～2019年の約1年半の間に、『億男』『影裏』『るろうに剣心 最終章二部作』を立て続けに撮影。2018年10月19日に、モロッコでの大規模な海外撮影が話題となった『億男』（2015年「本屋大賞」にノミネート）を公開。
2020年2月14日に、自身の故郷である岩手県盛岡市でオールロケ撮影を実施した、初のアートムービー『影裏』（第157回芥川賞受賞作）を公開。東北大震災を背景に人々の喪失と再生を描いた同作は、第2回海南島国際映画祭のコンペティション部門に日本から唯一選出され、ワールドプレミア上映を実施。松田龍平がベストアクター（最優秀俳優賞）を受賞した。この作品によって、とりわけ中国及びアジア圏では「エンタメ作品だけではなく、アート系の作品もこなせる独特な持ち味を持つ監督」として高く評価される。日本国内の興行収入は2億円ほどにとどまった。
2020年に、ハリウッドに拠点を置く企画製作会社のLUKA Productions Internationalとマネジメント業務契約を締結。
コロナ禍の影響により、当初の予定より公開が1年延期された『るろうに剣心 最終章 The Final／The Beginning』（二部作）を、2021年4月23日と6月4日に公開。緊急事態宣言が発令された影響により、公開3日目からおよそ一か月強東京／大阪の映画館が閉鎖されたにもかかわらず、『The Final』は興行収入43.5億円の大ヒットを記録、『The Beginning』も25.0億円を達成した。また、日本の映画史上初めて、最終章の二作が週間興行ランキングの1位2位を独占した。
同年の「第24回上海国際映画祭」において、ハリウッドの大作シリーズ以外では初めて『るろうに剣心』シリーズがフランチャイズ部門に招待され、海外初の5作一挙上映＆最終章二部作のインターナショナルプレミアを実施。また、日本国内での公開中に、日本以外の世界中のファンに向けてNetflixでの世界配信がスタート。『The Final』『The Beginning』両作品とも、英語圏を含む全世界視聴者ランキングで最高位4位を獲得した。
シリーズ全5作を通じて、世界的に有名な漫画シリーズを実写映画のフランチャイズムービーとして成立させ、以降の漫画実写化に大きな影響を与えるスタンダードとして、批評と興行の両面で大きな成功を収める。
2023年1月下旬に、東映が製作費20億を投じた大作映画『レジェンド&バタフライ』が全国公開され、注目を浴びた。興行収入は24.7億円。

## 作風
大型歴史ドラマからアクション、ミステリー、有名漫画シリーズ、純文学の映像化や社会派ドラマなど、ジャンルを超えたストーリーテリングと人間描写、ダイナミックでスケール感溢れた映像表現を得意とする。

## 主な作品

### ドキュメンタリー
- プライム10「雪国の出張床屋さん」（1994年、秋田放送局制作）

### テレビドラマ
- 家族旅行（1995年、仙台放送局制作）
- 大河ドラマ
  - 「秀吉」（1996年）
  - 「龍馬伝」（2010年）
- NHKドラマ館「レガッタ〜国際金融戦争」（1999年）
- ドラマDモード「深く潜れ〜八犬伝2001〜」（2000年）
- 連続テレビ小説「ちゅらさん」（2001年）
- 月曜ドラマシリーズ「私の青空2002」（2002年）
- NHK夜の連続ドラマ「恋セヨ乙女」（2002年）
- 月曜ドラマシリーズ「結婚泥棒」（2002年）
- 月曜ドラマシリーズ「ちゅらさん2」（2003年）
- 月曜ドラマシリーズ「夢みる葡萄〜本を読む女〜」（2003年）
- NHK夜の連続ドラマ「もっと恋セヨ乙女」（2004年）
- 月曜ドラマシリーズ「ちゅらさん3」（2004年）
- きみの知らないところで世界は動く（2005年、松山放送局制作）
- エル・ポポラッチがゆく!!（2006年、NHK CIプロジェクト）
- 土曜ドラマ「ハゲタカ」（2007年）
- ドラマスペシャル「白洲次郎」（2009年）※近衛はなと共同脚本

### 映画
- ハゲタカ（2009年、東宝）
- るろうに剣心 シリーズ（ワーナー・ブラザース映画）※藤井清美と共同脚本
  - るろうに剣心（2012年）
  - るろうに剣心 京都大火編（2014年）
  - るろうに剣心 伝説の最期編（2014年）
  - るろうに剣心 最終章 The Final（2021年）
  - るろうに剣心 最終章 The Beginning（2021年）
- プラチナデータ（2013年、東宝）
- 秘密 THE TOP SECRET（2016年、松竹）[14]※高橋泉、LEE SORK JUN、KIM SUN MEEと共同脚本
- ミュージアム（2016年、ワーナー・ブラザース映画）※高橋泉、藤井清美と共同脚本
- 3月のライオン　前編／後編（2017年、東宝 / アスミック・エース）※岩下悠子、渡部亮平と共同脚本
- 億男 （2018年、東宝）※渡部辰城と共同脚本
- 影裏（2020年）
- レジェンド&バタフライ（2023年、東映）[15]
- 宝島（2025年、東映）
- 10DANCE（2025年、Netflix）※吉田智子と共同脚本

### ミュージックビデオ
- 吉川晃司 - 「SAMURAI ROCK」（2013年）
- AKB48 - 「僕たちは戦わない」（2015年）[16]

### ゲーム
- Rise of the Ronin（2024年、ソニー・インタラクティブエンタテインメント）[17]

### 著作
- 「クリエイティブ喧嘩術」（2013年、NHK出版新書）

### 受賞歴（作品）
- 土曜ドラマ「ハゲタカ」（2007年） - 第59回イタリア賞シリーズドラマ部門、第33回放送文化基金賞本賞（番組部門テレビドラマ番組）、アジア・テレビジョン・アワード2007シリーズドラマ部門最優秀賞、第44回ギャラクシー賞優秀賞、マイベストTV賞グランプリ、第32回エランドール賞作品賞TVガイド賞、第32回ゴールデンチェスト国際テレビ祭モスフィルム特別賞
- ドラマスペシャル「白洲次郎」（2009年）- 第64回文化庁芸術祭優秀賞、アジア・テレビジョン・アワード2009シリーズドラマ部門審査員奨励賞
- 大河ドラマ「龍馬伝」（2010年） - 東京ドラマアウォード2010優秀賞、2011年エランドール賞作品賞、第1回ロケーションジャパン大賞、第37回放送文化基金賞優秀賞（番組部門テレビドラマ番組）、チームワーク・オブ・ザ・イヤー（ロジカルチームワーク委員会主催）選出
- るろうに剣心（2012年）- 第1回ジャパンアクションアワードベストアクション最優秀賞・ベストアクション作品最優秀賞、第30回ゴールデングロス特別賞全興連特別賞（全興連）
- るろうに剣心　京都大火編／伝説の最期編（2014年）‐ 第18回ファンタジア国際映画祭・観客賞、第38回日本アカデミー賞話題賞（作品部門）、第27回日刊スポーツ映画大賞・石原裕次郎賞、第69回毎日映画コンクール・TSUTAYA映画ファン賞、第3回ジャパンアクションアワード各賞、第32回ゴールデングロス賞優秀賞
- るろうに剣心 最終章 The Final／The Beginning（2021年）- 第76回毎日映画コンクール・TSUTAYA映画ファン賞2021、VFX‐JAPANアワード2022 最優秀賞

### 受賞歴（個人）
- ヒットメーカー・オブ・ザ・イヤー（「日経エンタテインメント!」）選出
- 第37回放送文化基金賞個人賞（演出）
- 第31回（2022年）日本映画批評家大賞 監督賞